# Вейт-Гілл (Огайо)
Вейт-Гілл (англ. Waite Hill) — селище (англ. village) в США, в окрузі Лейк штату Огайо. Населення — 543 особи (2020).

## Географія
Вейт-Гілл розташований за координатами 41°36′31″ пн. ш. 81°23′20″ зх. д. / 41.60861° пн. ш. 81.38889° зх. д. (41.608723, -81.388759).  За даними Бюро перепису населення США в 2010 році селище мало площу 11,00 км², з яких 10,83 км² — суходіл та 0,17 км² — водойми.

## Демографія
Згідно з переписом 2010 року, у селищі мешкала 471 особа в 193 домогосподарствах у складі 147 родин. Густота населення становила 43 особи/км².  Було 217 помешкань (20/км²).
Расовий склад населення:
| - 96,8 % — білих - 1,3 % — азіатів - 0,4 % — чорних або афроамериканців - 1,1 % — осіб інших рас |

До двох чи більше рас належало 0,4 %. Частка іспаномовних становила 0,2 % від усіх жителів.
За віковим діапазоном населення розподілялося таким чином: 20,6 % — особи молодші 18 років, 50,1 % — особи у віці 18—64 років, 29,3 % — особи у віці 65 років та старші. Медіана віку мешканця становила 52,6 року. На 100 осіб жіночої статі у селищі припадало 102,1 чоловіків;  на 100 жінок у віці від 18 років та старших — 100,0 чоловіків також старших 18 років.
Середній дохід на одне домашнє господарство  становив 191 607 доларів США (медіана — 131 000), а середній дохід на одну сім'ю — 200 825 доларів (медіана — 133 125). За межею бідності перебувало 5,9 % осіб, у тому числі 13,7 % дітей у віці до 18 років та 1,4 % осіб у віці 65 років та старших.
Цивільне працевлаштоване населення становило 192 особи. Основні галузі зайнятості: науковці, спеціалісти, менеджери — 25,5 %, освіта, охорона здоров'я та соціальна допомога — 22,9 %, фінанси, страхування та нерухомість — 11,5 %, роздрібна торгівля — 8,9 %.